# Großsteingräber bei Tosterglope
Die Großsteingräber bei Tosterglope sind zwei Grabanlagen der jungsteinzeitlichen Trichterbecherkultur nahe der Gemeinde Tosterglope im Landkreis Lüneburg (Niedersachsen). Grab 1 trägt die Sprockhoff-Nummer 714, Grab 2 die Nummer 713. Ein drittes Grab ist heute zerstört.

## Lage
Grab 1 liegt 1 km südlich von Tosterglope. Grab 2 befindet sich 1,5 km nordwestlich von Tosterglope und 2,1 km nordwestlich von Grab 2 in einem Waldstück nahe an einem Weg. Nicht weit nordöstlich davon lag das zerstörte dritte Grab. In der näheren Umgebung gibt es zahlreiche weitere Großsteingräber: So liegen 1,3 km südöstlich von Grab 1 die Großsteingräber bei Nahrendorf und 1,8 km nördlich von Grab 2 die Megalithanlagen im Schieringer Forst.

## Beschreibung

### Grab 1
Die Anlage besitzt eine nord-südlich orientierte Grabkammer, in der zahlreiche, meist nur in Bruchstücken erhaltene Steine liegen. Eine genaue Unterscheidung zwischen Wand- und Decksteinen und somit eine genaue Rekonstruktion des ursprünglichen Aussehens der Kammer ist kaum möglich.

### Grab 2
Bei Grab 2 handelt es sich um ein außergewöhnlich großes kammerloses Hünenbett mit einer Länge von 80 m. Es ist nordwest-südöstlich orientiert und verjüngt sich nach Nordwesten hin leicht. Die Breite beträgt im Südosten 4 m und im Nordwesten 2 m. Die Hügelschüttung erreicht nur noch eine Höhe zwischen 0,2 m und 0,4 m. Bei der Aufnahme durch Johann Karl Wächter um 1841 bestand die Umfassung noch aus 169 Steinen. Ernst Sprockhoff konnte 1967 davon nur noch zwölf ausmachen. Die Standorte der restlichen Steine sind noch durch einen Graben zu erkennen, der den gesamten Hügel umzieht. An dieser Anlage wurden zwei Mal Ausgrabungen vorgenommen: 1908 durch Carl Schuchhardt und 1912 durch Michael Martin Lienau. Beide lieferten allerdings keine besonderen Erkenntnisse.